# Jeanne Frebault
Jeanne Frebault, née le 25 juillet 2001, est une escrimeuse franco-congolaise (RDC).

## Carrière
Jeanne Frebault concourt sous les couleurs de la France jusqu'en 2019, disputant ensuite les épreuves internationales pour la République démocratique du Congo.
Elle est médaillée de bronze en sabre individuel aux Jeux africains de 2019 et remporte le titre de double championne de France cadette en 2018. 